# Marek Licyniusz Krassus Frugi
Marcus Licinius Crassus Frugi – polityk rzymski okresu schyłku republiki.
Syn Marka Kalpurniusz Pizona Frugi, pretora w 44 p.n.e. Adoptowany przez Marka Licyniusza Krassusa konsula w 30 p.n.e.. Konsul w 14 p.n.e.. Około 13-10 p.n.e. namiestnik prowincji Hispania Tarraconensis. Był patronem miasta (civitas) Bocchoritana na Majorce. Prokonsul Afryki w 9-8 p.n.e. Członek kolegium augurów.